# Игнатов, Герман Владимирович
Ге́рман Влади́мирович Игна́тов (род. 11 августа 2005, Ростов-на-Дону) — российский футболист, защитник клуба «Ростов».

## Клубная карьера
Родился в Ростове-на-Дону.
В 2012 году начал заниматься футболом в академии «Ростова».
18 мая 2022 года заключил первый профессиональный контракт с основной командой клуба.
20 сентября 2023 года в матче Кубка России против «Рубина» дебютировал в профессиональном футболе.
В сезоне 2023 с молодёжной командой «Ростова» стал бронзовым призёром Молодёжной футбольной лиги.
17 августа 2024 года сыграл дебютный матч в чемпионате России против «Оренбурга».
В составе «Ростова» стал финалистом Кубка России 2024/25.

## Карьера в сборной
В мае 2023 года провёл 1 товарищеский матч за сборную России (до 19 лет).
24 августа 2023 года был вызван в сборную России (до 21 года). 11 сентября 2023 года дебютировал за команду в матче против сборной Узбекистана (до 18 лет).

## Статистика выступлений
| Выступление      | Выступление       | Выступление      | Лига | Лига | Кубки | Кубки | Итого | Итого |
| Клуб             | Лига              | Сезон            | Игры | Голы | Игры  | Голы  | Игры  | Голы  |
| ---------------- | ----------------- | ---------------- | ---- | ---- | ----- | ----- | ----- | ----- |
| Ростов           | РПЛ               | 2023/24          | 0    | 0    | 3     | 1     | 3     | 1     |
| Ростов           | РПЛ               | 2024/25          | 10   | 0    | 6     | 0     | 16    | 0     |
| Ростов           | Итого             | Итого            | 10   | 0    | 9     | 1     | 19    | 1     |
| → Ростов-2       | Вторая лига («Б») | 2024             | 12   | 2    | —     | —     | 12    | 2     |
| → Ростов-2       | Вторая лига («Б») | 2025             | 7    | 0    | —     | —     | 7     | 0     |
| → Ростов-2       | Итого             | Итого            | 19   | 2    | —     | —     | 19    | 2     |
| Всего за карьеру | Всего за карьеру  | Всего за карьеру | 29   | 2    | 9     | 1     | 38    | 3     |

## Достижения
«Ростов»
- Бронзовый призёр Молодёжной футбольной лиги: 2023
- Финалист Кубка России: 2024/25